# Вазописец ада
Вазописец ада — условное название анонимного древнегреческого вазописца. Работал в период между 330 и 310 годами до нашей эры в Апулии. Считается учеником другого анонимного вазописца Дария, с работами которого его работы часто путают.
Настоящее имя вазописца неизвестно, как и большинства других древнегреческих мастеров. Его работы определяются исключительно стилистическим анализом. Своё же имя вазописец ада получил по именной вазе — кратеру с волютами с изображением Аида и Персефоны, окружённых адскими персонажами. Кратер был обнаружен в Каносе, а ныне хранится в Мюнхене (Munich, Staatl. Antikensamml., 3297). Некоторые другие вазы мастера хранятся в музее Гетти.
Вазописец ада специализировался на оформлении крупных сосудов, таких как кратеры и лутрофоры. Изображаемые сюжеты разнообразны: мифологические, сцены театрализованных действ или погребальные. Во всех этих сценах вазописец ада детально прорабатывал все фигуры, украшая их одежду роскошным узором.

## Галерея

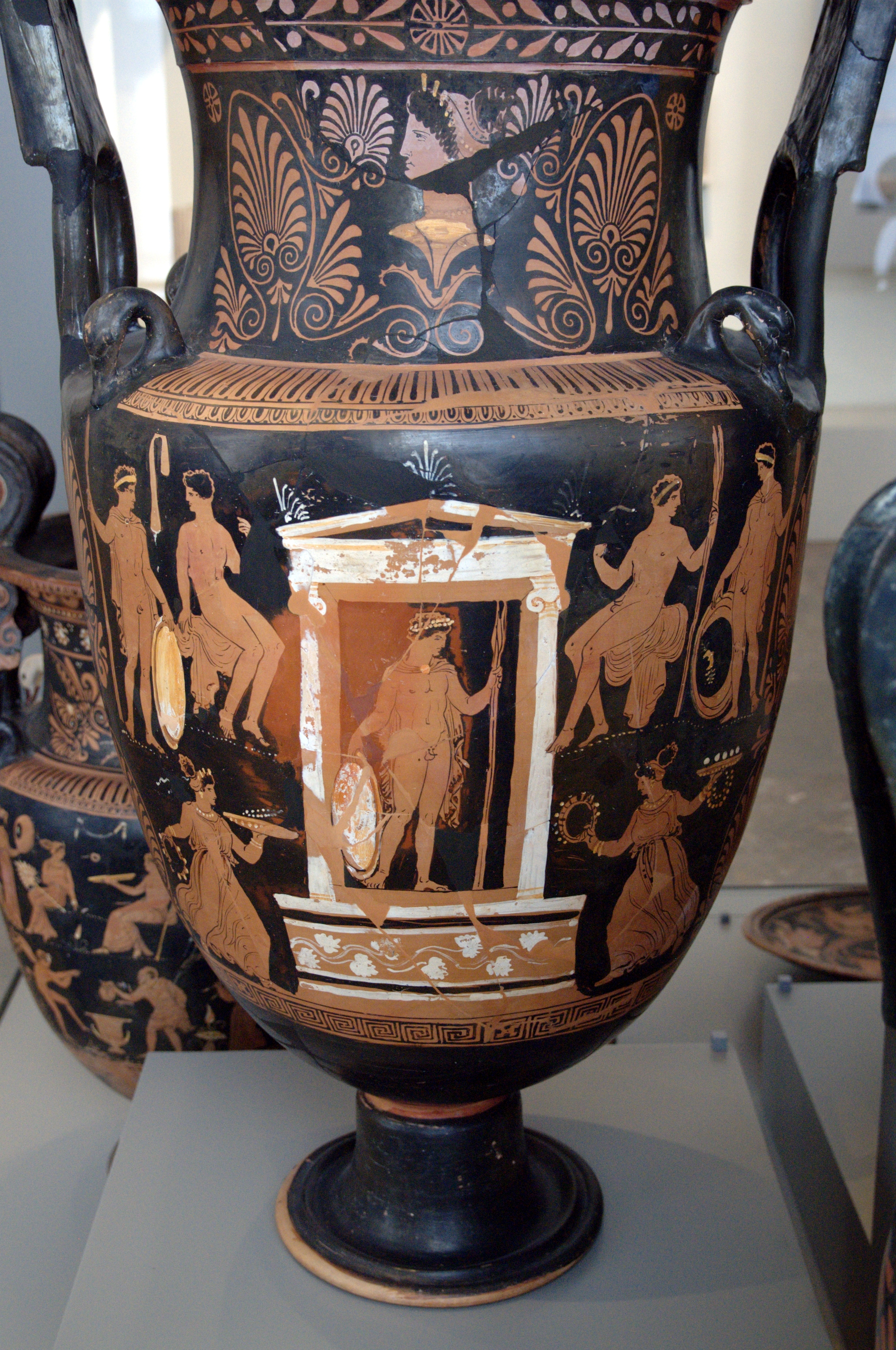
Кратер вазописца ада с изображением Приама (центральная фигура) в наиске